# Coryphasia castaneipedis
Coryphasia castaneipedis är en spindelart som beskrevs av Cândido Firmino de Mello-Leitão 1947. Coryphasia castaneipedis ingår i släktet Coryphasia och familjen hoppspindlar. Inga underarter finns listade i Catalogue of Life.